# 夢を描くキッス
夢を描くキッス 「A Kiss to Build a Dream On」は、バート・カルマー、ハリー・ルビー、オスカー・ハマースタインIIが作曲した曲。  1935年、カルマーとルビーはマルクス兄弟の映画「オペラは踊る」（1935年）に「牧草地の月光」という曲を書いたが、その曲は使われず、ハマースタインは後に歌詞を「夢を描くキス」 に適合させ、1951年にルイ・アームストロングによって録音された。
1951年の映画「TheStrip」では、アームストロング、ウィリアム・デマレスト、ミッキー・ルーニー、サリー・フォレスト、ケイ・ブラウン（実質的にキャスト全体が曲の一部または全部を演奏）によって演奏された。この曲は1951年にアカデミー歌曲賞にノミネートされた。